# El Quinto Escalón
El Quinto Escalón est une ligue de rap battles, fondée et organisée dans le parc Rivadavia, situé dans le quartier Caballito, à Buenos Aires, en Argentine. Durant son existence, l'animation est assurée par le rappeur YSY A (Alejo Acosta) et le présentateur radio Muphasa (Matías Berner). Elle est organisée pour la première fois le 11 mars 2012, et se termine le 11 novembre 2017 au Microstadium Malvinas Argentinas.
Le concours a lieu un dimanche sur deux (c'est-à-dire un dimanche sur deux), avec entrée gratuite, et devient l'un des événements de rap freestyle les plus renommés d'Argentine, d'Amérique latine et d'Espagne. Avec le temps, El Quinto Escalón devient le berceau d'une nouvelle vague d'artistes émergents en Argentine, et devient l'un des mouvements culturels les plus importants de la décennie dans le pays,.